# Stina Reuterswärd
Karolina Elisabet Kristina (Stina) Reuterswärd, född 16 februari 1884 i Örebro församling, Örebro län, död 27 december 1969 i Oscars församling, Stockholm, var en svensk hovfröken.

## Biografi
Stina Reuterswärd föddes 1884 i Örebro. Hon var dotter till översten Wilhelm Reuterswärd och Carolina af Robson. Reuterswärd var stiftsjungfru och var från 1914 till 1920 hovfröken hos kronprinsessan Margareta. Från 1920 till 1923 var hon hovfröken hos prinsessan Ingrid och 1923 hos kronprinsessan Louise. Reuterswärd erhöll utmärkelserna Preussiska Röda Korsets medalj, tredje klass, Belg ElisabM och 16 juni 1928 Konung Gustaf V:s jubileumsminnestecken. Hon avled 1969 i Stockholm.